# スペシャルID 特殊身分
『スペシャルID 特殊身分』（スペシャルアイディー とくしゅみぶん、原題：特殊身份、英題：Special ID）は2013年に公開された香港、中国合作のアクション映画。

## 解説
本作は、プロデューサー、主演、アクション監督であるドニー・イェンにとって『SPL/狼よ静かに死ね』（2005年）『導火線 FLASH POINT』（2007年）に続く6年ぶりの総合格闘技を軸とした現代アクション作品である

。アクション監督の補佐をするスタント・コーディネーターには、1995年のテレビドラマ『精武門』以来ドニー・イェンとともに何度も仕事をしてきた日本のアクション監督である谷垣健治。アシスタント・スタント・コーディネーターとして大内貴仁をはじめ、『導火線 FLASH POINT』や『孫文の義士団』、『レジェンド・オブ・フィスト 怒りの鉄拳』『捜査官X』などに続き日本人スタントマンが多数参加している

。
本作のアクション構築について雑誌インタビューで谷垣は、過去作の『導火線 FLASH POINT』では技が決まるメカニズムを説明したカットを入れたが本作では意図的に入れなかったと語った。ドニー・イェンとしては観客にリングサイドで試合を見ているような感覚を与えたかったのだという。立ち回りっぽくないリアルに見えるアクションを目指し現場でドニーは粗い部分をむしろ少し残すことにこだわった。スタントマンにも「らしく」動かないよう要求し、跳び蹴りでどれだけきれいに高く上がるかよりも、リアルなディテールを大事にしたと解説している

。
なお撮影監督は『グリーン・デスティニー』（2000）でアカデミー撮影賞を受賞したピーター・パウが
プロデューサーと兼任し、カメラを回した。本作で主人公ロンの母親エイミーを演じたパウ・ヘイチンは実姉にあたる。
公開されたマレーシアでは週末ボックスオフィス初登場1位

となり、中国大陸

香港

シンガポール

では、それぞれ2位という滑り出しであった。中国での2013年度興行収入は$25,040,000米ドル

。
また2015年2月21日に行われた日本公開初日舞台挨拶には、谷垣健治はじめ大内貴仁、スタントチームの佐久間一禎、柴田洋助、富田稔、佐藤健司、日野由佳らが出席した。

## ストーリー
香港のとあるマージャン店では、縄張り争いのトラブルにより拉致された舎弟達の尻拭いに卓を囲むマフィアの一員ロン（ドニー・イェン）の姿があった。相手は敵対する組織のボスやタイから来たヤクザ（ロー・ワイコン）。いかさまを破り勝負に勝ったロンだったが、舎弟は重傷を負い自分はタイ人とケンカ対決をする羽目になる。実はロンは黒社会のボスであるホン（コリン・チョウ）の組織に入り込み潜入捜査をする香港の警察官なのだ。
そこへロンのかつての弟分であるサニー（アンディ・オン）がブツを奪い逃走したことからサニーを捜せとホンより命令を受けた。同時に香港警察のチャン警部（ロナルド・チェン）からも大ボスホン逮捕の鍵を握るサニー確保を指示された彼は義弟の潜伏先とみられる中国、広東省に赴く。表向きは黒社会の一員として行動しながら「特殊身分」として中国警察と協力して事件の解決を目指すことになるが、組むことになった中国側のエリート女性刑事ジン（ジン・ティエン）とそりが合わずに反目しあってしまう。
アメリカ帰りのサニーと久しぶりに再会した場で、殺し屋の狙撃にあったサニーはボスの命令でロンが自分を殺しに来たのだと激昂。たちまち多勢対ロンの格闘が繰り広げられる。
ボスやサニーから厳しい目で見られるロンは自分の母親（パウ・ヘイチン）まで危険にさらされる状況で無事に事件を解決して警察官に復職することが叶うのか。

## 出演
| 役名                                        | 俳優                                  | 日本語吹替 |
| ------------------------------------------- | ------------------------------------- | ---------- |
| チェン・チーロン（陳子龍）                  | ドニー・イェン（甄子丹）              | 大塚芳忠   |
| サニーことルオ・ジーウェイ（羅志偉/Sunny)） | アンディ・オン（安志杰）              | 影平隆一   |
| ファン・ジン（方靜）                        | ジン・ティエン（景甜）                | 石井ゆかり |
| チャン警部（張劍龍警官）                    | ロナルド・チェン（鄭中基）            | 中村和正   |
| ホン（長毛雄）                              | コリン・チョウ（鄒兆龍）              | 藤井剛     |
| パオ（泰國佬）                              | ロー・ワイコン/ケネス・ロー（盧惠光） | 西谷修一   |
| ダオ・フォン（刀鋒）                        | チャン・ハンユー（張涵予）            |            |
| ロンの母、エイミー（Amy姐/陳母）            | パウ・ヘイチン（鮑起靜）              | 松浦裕美子 |
| テリー（Terry）                             | テレンス・イン（尹子維）              | 西村太佑   |
| B兄貴（大B哥）                              | ン・チーホン（呉志雄）                | こねり翔   |
| クン（梁耀坤）                              | マク・チョンチン（麥長青）            | 山橋正臣   |
| チェン兄貴（成哥）                          | ユー・カン（喩亢）                    | 小林親弘   |
| 大声のファー（大声發）                      | イム・ワー/ヤン・ホア（嚴華）         |            |
| レイ隊長（雷隊長）                          | ヤン・チーカン（楊志剛）              |            |

## スタッフ
- 監督 ：クラレンス・フォク（霍耀良）
- アクション監督 ：ドニー・イェン（甄子丹）
- スタント・コーディネーター ：谷垣健治、イム・ワー/ヤン・ホア（嚴華）、ジョン・サルヴィッティ（John Salvitti）
- アシスタント・スタント・コーディネーター ：大内貴仁、ユー・カン（喩亢）
- スタント ：佐久間一禎、日野由佳、川本耕史、吉田浩之、稲留正樹、富田稔、佐藤健司、川本直弘、柴田洋助、他
- カー・スタント監督 ：ブルース・ロウ（羅禮賢）
- 製作 ：韓曉黎、ピーター・パウ（鮑德熹）、ドニー・イェン
- 制作総指揮 ：ルー・チェン（路征）、ハン・サンヒン（韓三平）
- 脚本 ：セット・カムイェン/シト－・カムイェン（司徒錦源）
- 撮影監督 ：ピーター・パウ（鮑德熹）
- 編集 ：チャン・カーファイ（張嘉輝）
- 特殊メイクアップ ：マーク・フィリップ・ガルバリーノ（Mark Phillip Garbarino）
- 音楽 ：ドウ・ポン（竇鵬）
- 主題歌 ：『我没你想的那麼堅強』
作詞：崔恕
作曲：ヤン・クン（揚坤）
歌：ヤン・クン

## ソフトウェア
2015年6月3日にバップからブルーレイ、DVDが発売。香港盤にもない特典映像として、ドニー・イェンが語るMMAアクション、ブルース・ロウが語るカーアクション、谷垣健治 特別監修！スタントアクションと題した日本独自のメイキング映像、そして谷垣健治インタビューが収録されている。